# Richmond Forson
Richmond Forson (Aflao, Ghana, 23 de mayo de 1980) es un futbolista togolés aunque nacido en Ghana, se desempeña como centrocampista y actualmente juega en el US Chauvigny de Francia.

## Carrera internacional
Debutó con la selección de fútbol de Togo en 2005, disputando al año siguiente el Mundial 2006 con Togo, donde la selección africana hizo un pobre papel.

## Clubes
| Club                  | País    | Año         |
| --------------------- | ------- | ----------- |
| CS Louhans-Cuiseaux   | Francia | 2001 - 2002 |
| Vendée Luçon Football | Francia | 2002 - 2004 |
| FC Sète               | Francia | 2004 - 2005 |
| SJA Le Poiré-sur-Vie  | Francia | 2005 - 2006 |
| AS Cherbourg          | Francia | 2006 - 2008 |
| Thouars Foot 79       | Francia | 2008 - 2010 |
| US Chauvigny          | Francia | 2010 -      |

- Datos: Q1312895